# Ambt Doetinchem
Ambt Doetinchem est une ancienne commune néerlandaise de la province de Gueldre.
La commune a été créée le 1er janvier 1818 par démembrement de la commune de Hummelo, à laquelle elle avait été rattachée en 1812. Le 1er janvier 1920, Stad Doetinchem et Ambt Doetinchem fusionnent pour former la commune de Doetinchem.
Ambt Doetinchem était situé autour de Stad Doetinchem (la ville de Doetinchem). La commune était composée du village de Gaanderen et des hameaux de Langerak, Oosseld, IJzevoorde et Dichteren. En 1840, la commune comptait 392 maisons et 2 663 habitants.